# Donor elektronů
Donor elektronů je atom, molekula či iont, který dodává elektrony jiné sloučenině. Jedná se tedy o redukční činidlo, které se tedy v průběhu donace elektronů samo oxiduje.
Donory elektronů velmi často najdeme i v tak významných procesech, jako je buněčné dýchání a fotosyntéza.
Donory jsou prvky skupiny V v periodické tabulce prvků.